# Plutajuća radionica
Plutajuća radionica je vrsta plutajućeg objekta, po Pravilniku o plutajućim objektima, odnosno Pomorskom zakoniku RH. Namjena mu nije plovidba, nego služi kao radionica, odnosno namijenjena za popravke plovila na vodi.